# Liste der Kulturdenkmale in Schlesen
In der Liste der Kulturdenkmale in Schlesen sind alle Kulturdenkmale der schleswig-holsteinischen Gemeinde Schlesen (Kreis Plön) und ihrer Ortsteile aufgelistet (Stand: 10. März 2025).

## Legende
In den Spalten befinden sich folgende Informationen:
- Objekt-ID: die Nummer des Kulturdenkmales
- Lage: die Adresse des Kulturdenkmales und die geographischen Koordinaten. Kartenansicht, um Koordinaten zu setzen. In der Kartenansicht sind Kulturdenkmale ohne Koordinaten mit einem roten Marker dargestellt und können in der Karte gesetzt werden. Kulturdenkmale ohne Bild sind mit einem blauen Marker gekennzeichnet, Kulturdenkmale mit Bild mit einem grünen Marker.
- Offizielle Bezeichnung: Bezeichnung des Kulturdenkmales
- Beschreibung: die Beschreibung des Kulturdenkmales
- Bild: ein Bild des Kulturdenkmales

## Bauliche Anlagen
| Objekt-ID | Lage                                        | Offizielle Bezeichnung | Beschreibung | Bild |
| --------- | ------------------------------------------- | ---------------------- | --- | ---- |
| 5300      | Dorfstraße 17 (54° 19′ 20″ N, 10° 20′ 4″ O) | ehem. Schule           | ehem. Schule; 1890; eingeschossiger, traufständiger Backsteinbau von neun Achsen im neugotischen Stil mit turmbekröntem Mittelrisalit und Satteldach - Begründung: geschichtlich, städtebaulich, Kulturlandschaft prägend - Schutzumfang: gesamtes Objekt - Denkmaltyp: Bauliche Anlage        | BW   |
| 5301      | Seebrook 3 a (54° 19′ 14″ N, 10° 19′ 42″ O) | ehem. Schmiede         | ehem. Schmiede; 1902; traufständiger Backsteinbau auf winkelförmigem Grundriss mit Satteldach und hohem Schornstein, eingeschossiger Stallanbau. - Begründung: geschichtlich, städtebaulich, technisch, Kulturlandschaft prägend - Schutzumfang: gesamtes Objekt - Denkmaltyp: Bauliche Anlage | BW   |

## Quelle
- Liste der Kulturdenkmale in Schleswig-Holstein – Kreis Plön (PDF)

- Karte mit allen Koordinaten:
- OSM |
- WikiMap